# Scaled Composites White Knight Two
O Scaled Composites White Knight Two (WK2) é um avião transportador a jato que será usado para lançar a espaçonave SpaceShipTwo ou o foguete LauncherOne, para libera-los em uma certa altitude. Ele foi desenvolvido pela Scaled Composites entre 2007 e 2010. O White Knight Two é baseado na aeronave bem-sucedida para lançar a SpaceShipOne, o White Knight, que por sua vez foi baseado no Proteus.

## Características
O White Knight Two, é atualmente a maior aeronave mista construída totalmente de fibra de carbono no mundo, com uma envergadura de asa de 42,7 metros. Impulsionado por quatro motores Pratt and Whitney PW308A, A aeronave tem duas fuselagens separadas, com a SpaceShipTwo ou LauncherOne suspenso entre elas. Cada fuselagem da WhiteKnightTwo é idêntica ao interior da nave SpaceShipTwo, deixando-o ideal para a realização de treinamentos.

## Lançamento da SpaceShipTwo

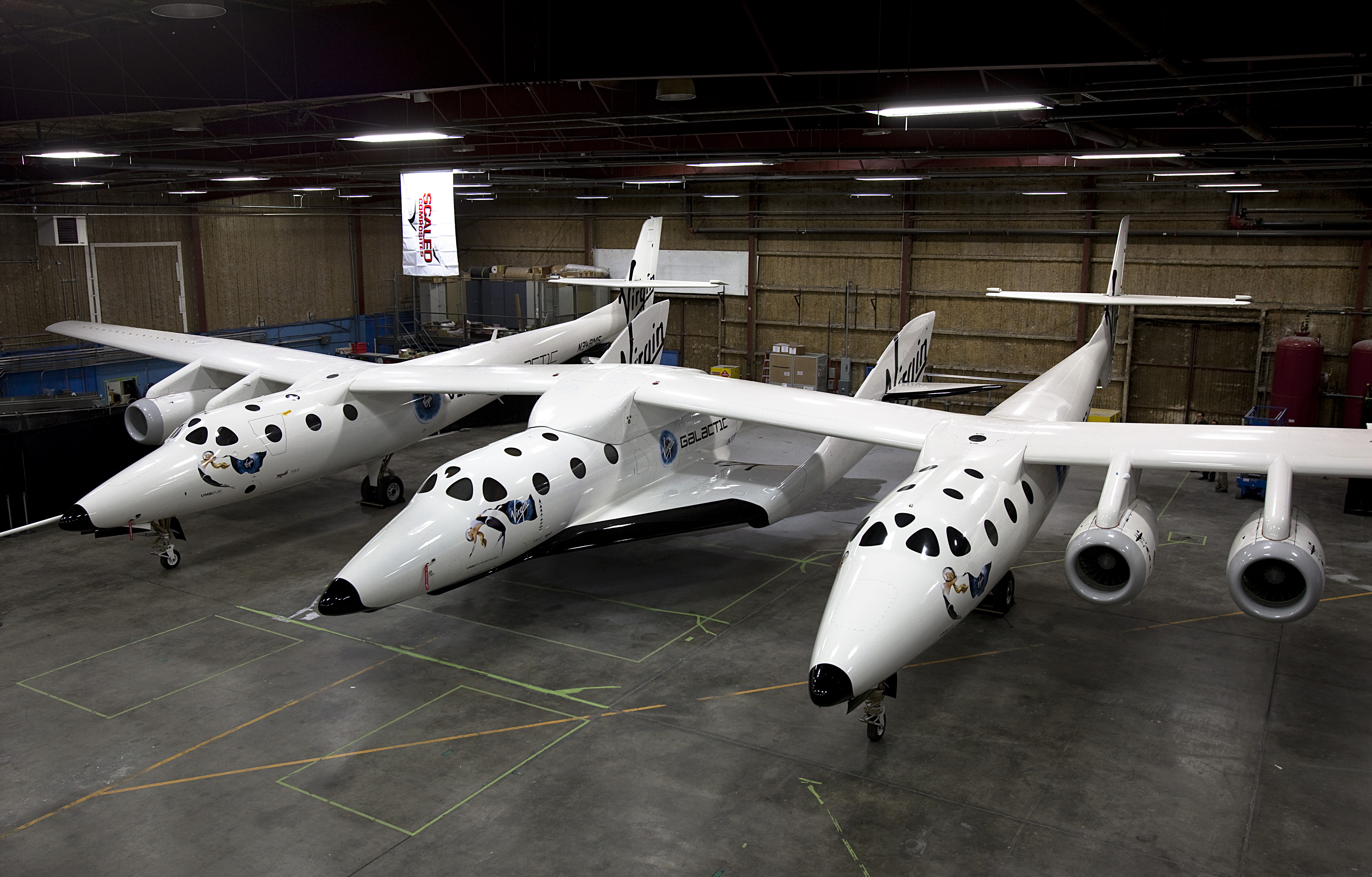
a SpaceShipTwo (centro) acoplado ao o avião transportador White Knight Two.

Assim que o avião transportador levar a espaçonave a 15.240 metros, a SpaceShipTwo será liberada e vai disparar seu propulsor. Ela começará a ascensão imediatamente, subindo por até 90 segundos a mais do que três vezes a velocidade do som. O apogeu do voo, ou o ponto em que a nave alcança a maior distância da Terra, é 110 km acima da superfície terrestre. Assim que chegar lá, as asas vão se articular para a posição embandeirada. por motivo da velocidade relativamente pequena atingidas pela SpaceShipTwo, a reentrada na atmosfera será bastante favorável. Não precisando de escudos térmicos pesados e a aerodinâmica das asas vão automaticamente desacelera e alinhar a espaçonave para a descida adequada, criando arrasto. O piloto mal participará desse processo. Quando a nave descer entre 21.336 m e 18.288 m, as asas retornarão a sua posição original planando por 30 minutos durante a sua volta à Terra.